# کوه جلبوع

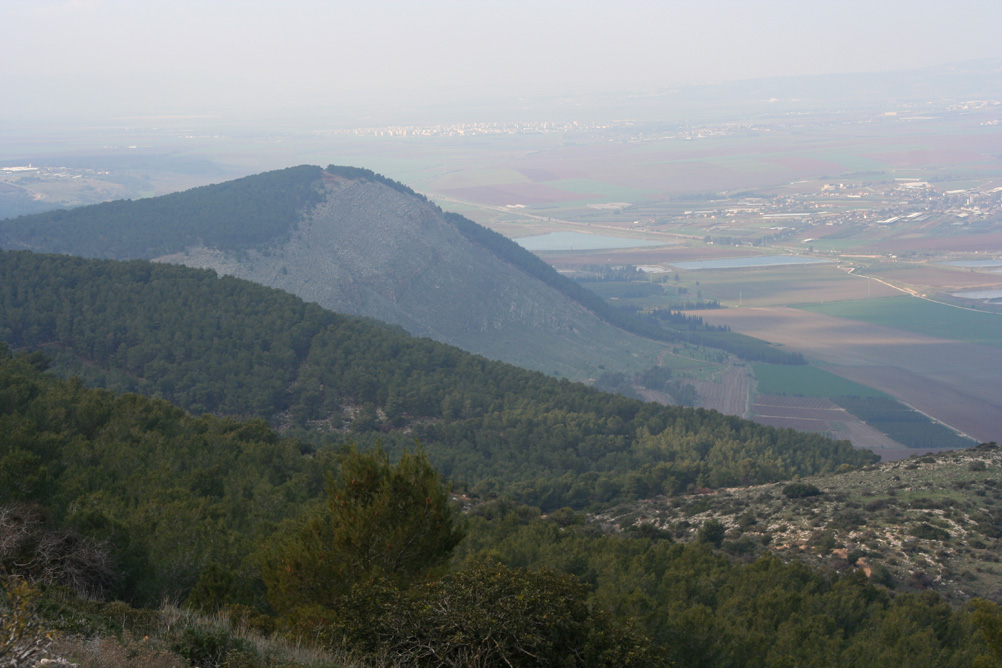
کوه جلبوع.

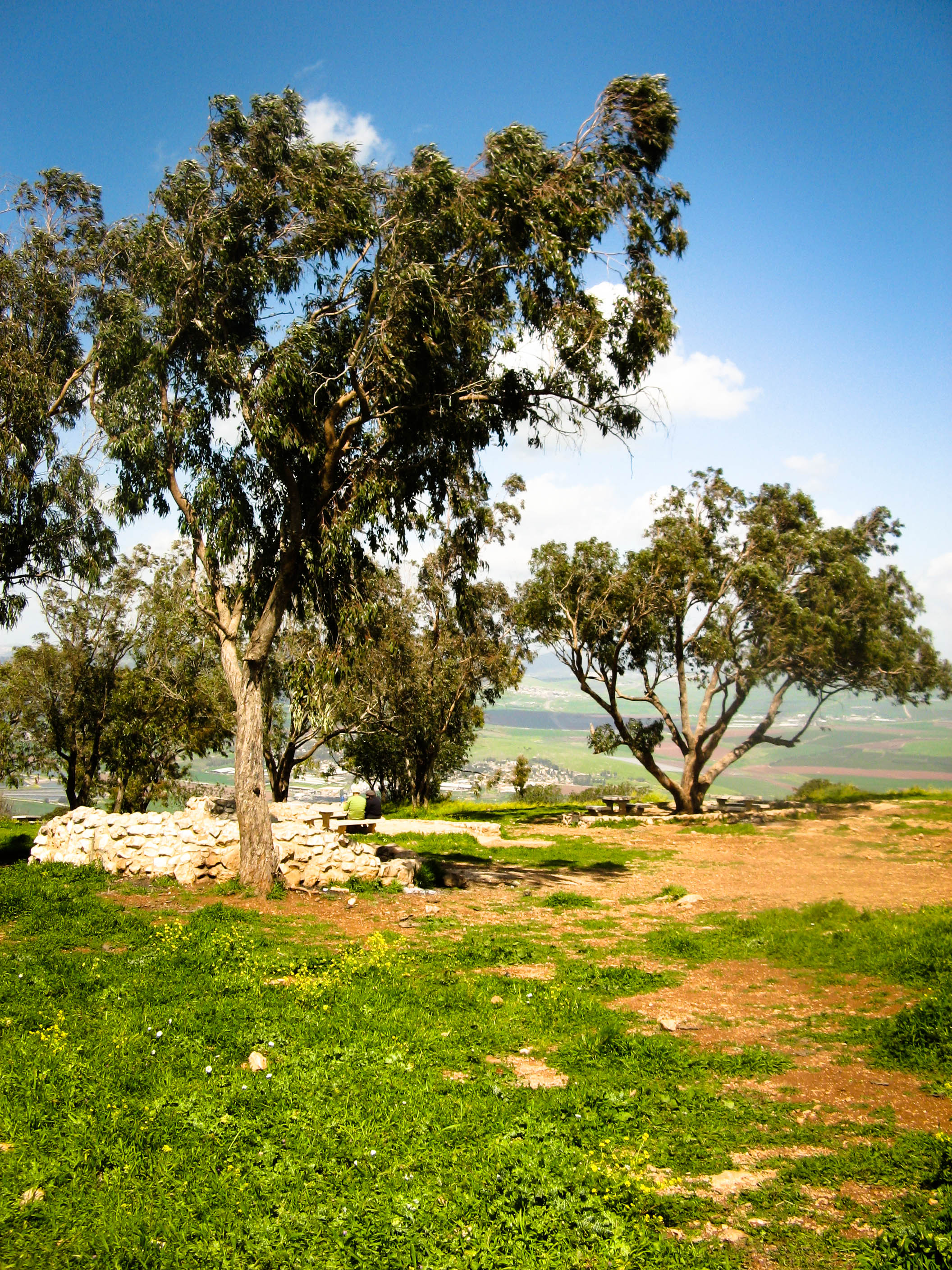
نمایی از دامنه‌های کوه جلبوع.

کوه جـِلبوع کوهی است مشرف بر دره یزرعیل در شمال اسرائیل.
این کوه در عبری הר הגלבוע (هار هاگیلبوعا)، در عربی جبال فَقوعة و در زبان‌های غربی Gilboa نامیده می‌شود. نام این کوه در انجیل آمده و از قدیم در متون فارسی به صورت جلبوع نوشته شده است.

## جغرافیا
این کوه از جنوب شرق به شمال غرب امتداد یافته و با بلندی‌های کرانه باختری و دره بیت شنان (بیسان) هم‌مرز است. خط سبز میان اسرائیل و کرانه باختری رود اردن از جنوب و غرب این کوهستان می‌گذرد.
این کوه در غرب شهر بیت شنان (بیسان) و شرق دره یزرعیل (مَرج ابن عامر) امتداد یافته و در شرق شهر جـِنین واقع شده است. امتداد آن به صورت کمانی‌شکل از جنوب تا شمال تا روستای زرعین است و ۲۲ کیلومتر درازا دارد.کوهستان جلبوع در محلی به نام وادی شوباش به کوهستان نابلس می‌پیوندد.

## در تاریخ مذهبی
در انجیل آمده است که شائول، نخستین پادشاه اسرائیل، در دامنه کوه جلبوع با فلسطینی‌ها جنگ کرد (جنگ جِلبوعا ۱۰۱۱ قبل از میلاد). به نوشته باب دهم فصلی از کتاب مقدس مسیحیان که «اول تواریخ» نام دارد در این نبرد بسیاری از اسرائیلی‌ها کشته شدند و بقیّه آنها با شائول و پسرانش گریختند. امّا فلسطینی‌ها به آنها رسیدند و سه پسر شائول، یوناتان، ابیناداب و ملکیشوع را کشتند. در پایان نبرد شاه که تیر خورده و زخم مهلکی برداشته بود بر روی شمشیر خود افتاد و خودکشی کرد تا به دست فرعون مصر (اخناتون ) که  بر فلسطینیان غالب بود نیفتد. 
داوود که پس از این جنگ به آوردگاه بازمی‌گردد این کوهستان را نفرین کرده و می‌گوید: «ای کوه‌های جِلْبُوع، شبنم و باران بر شما نبارد، و نه از کشتزارهایت هدایا بشود، زیرا در آنجا سپر جباران دور انداخته شد، سپر شائول که گویا به روغن مسح نشده بود. از خون کشتگان و از پیه جباران، کَمان یوناتان برنگردید و شمشیر شائول تهی برنگشت.»